# Jan Kluzik
Jan Kluzik (ur. 1873 w Brynowie, zm. 1930 tamże) – górnik, działacz plebiscytowy, powstaniec śląski. 
Członek polskiej Powiatowej Rady Ludowej w Katowicach, uczestnik obrad Sejmu Dzielnicowego w Poznaniu. Przewodniczący Polskiego Komisariatu Plebiscytowego w Brynowie. Członek Polskiej Organizacji Wojskowej Górnego Śląska. Uczestnik III powstania śląskiego w szeregach pułku katowickiego Rudolfa Niemczyka. 
W latach międzywojennych działacz społeczny, członek rady miejskiej miasta Katowice. 
Zmarł w 1930 roku. Pochowany został na cmentarzu przy ulicy Panewnickiej w Katowicach. 
Miał syna Kazimierza, górnika, działacza społecznego i politycznego. 

## Odznaczenia
- Krzyż na Śląskiej Wstędze Waleczności i Zasługi[1]
- Gwiazda Górnośląska[1]
- Krzyż Walecznych[1]